# 泰來橋无原罪始胎聖母堂
泰来桥圣母无原罪始胎堂是上海市青浦区的一座天主教教堂，在夏阳街道南村70号。
该堂始建于同治四年。1927年，改建哥特式大堂，可容1000多人。钟楼高33米。该堂为典型的滨水教堂，教徒大多数为渔民。
1966年，该堂关闭。1988年修复开放。1990年，佘山修院在此设分院。